# Mildsted Sogn
Mildsted Sogn (på tysk Kirchspiel Mildstedt) er et sogn beliggende i det sydvestlige Sydslesvig i det nordlige Tyskland, tidligere i Sønder Gøs Herred (Husum Amt, Hertugdømmet Slesvig, Danmark), nu i kommunerne Husum (delvis), Mildsted, Oldersbæk, Rantrum og Sønder Marsk i Nordfrislands Kreds i delstaten Slesvig-Holsten. 
I Mildsted Sogn findes flg. stednavne:
- Finkenhaus
- Fischerhaus
- Hundeshale eller Rosendal
- Højbro (sønderjysk Hybro, nedertysk Hu(b)brüch, tysk Hüppbrücke)
- Ipersted (Ipernstedt)
- Kolskov (Kohlschau)[1]
- Lurup
- Mildsted (Mildstedt)
- Mildstedgaard
- Nord Husum el. Nørre Husum
- Oldersbæk (Oldersbek)
- Rantrum
- Rødemis (Rödemis)
- Skovdal (Schauendahl)
- Sønder Marsk (Südermarsch)
- Vosberg
- Vosskuhl
- Øster Husum